# Comuna Mîhailivka, Drabiv
Mîhailivka (în ucraineană Михайлівка) este o comună în raionul Drabiv, regiunea Cerkasî, Ucraina, formată din satele Mîhailivka (reședința) și Pavlivșciîna.

## Demografie
Componența lingvistică a comunei Mîhailivka
     Ucraineană (97,84%)
     Rusă (1,88%)
     Alte limbi (0,21%)
Conform recensământului din 2001, majoritatea populației comunei Mîhailivka era vorbitoare de ucraineană (97,84%), existând în minoritate și vorbitori de rusă (1,88%).